# Dietikon
Dietikon település Svájcban, Zürich kantonban. Lakosainak száma 26 936 fő (2017). 
Zürich város agglomerációjába tartozik.

## Népesség
A település népességének változása az elmúlt években:
| Lakosok száma | 24 843 | 26 936 | 27 236 |
|               | 2012   | 2017   | 2018   |

## Galéria

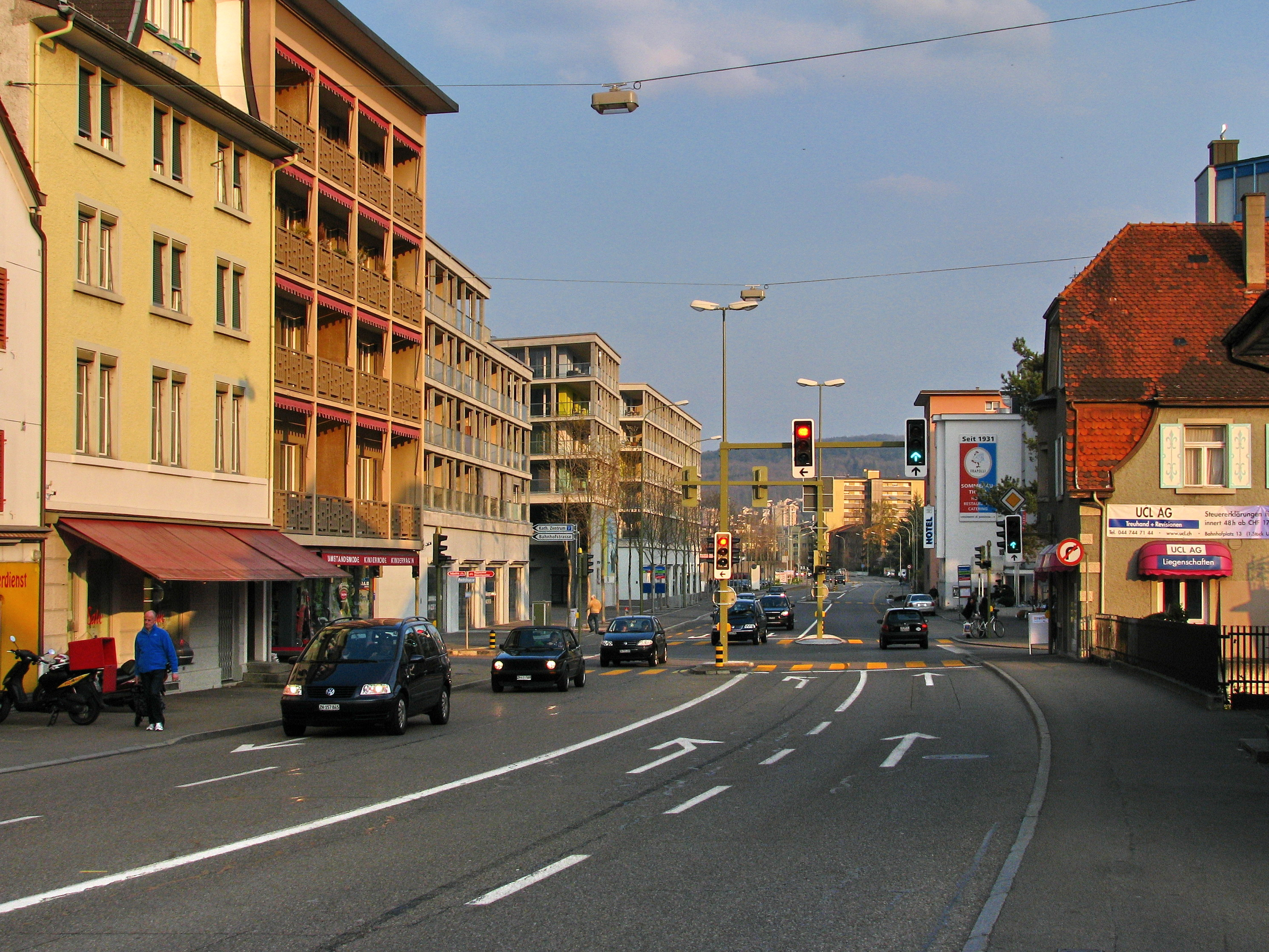
Utcakép
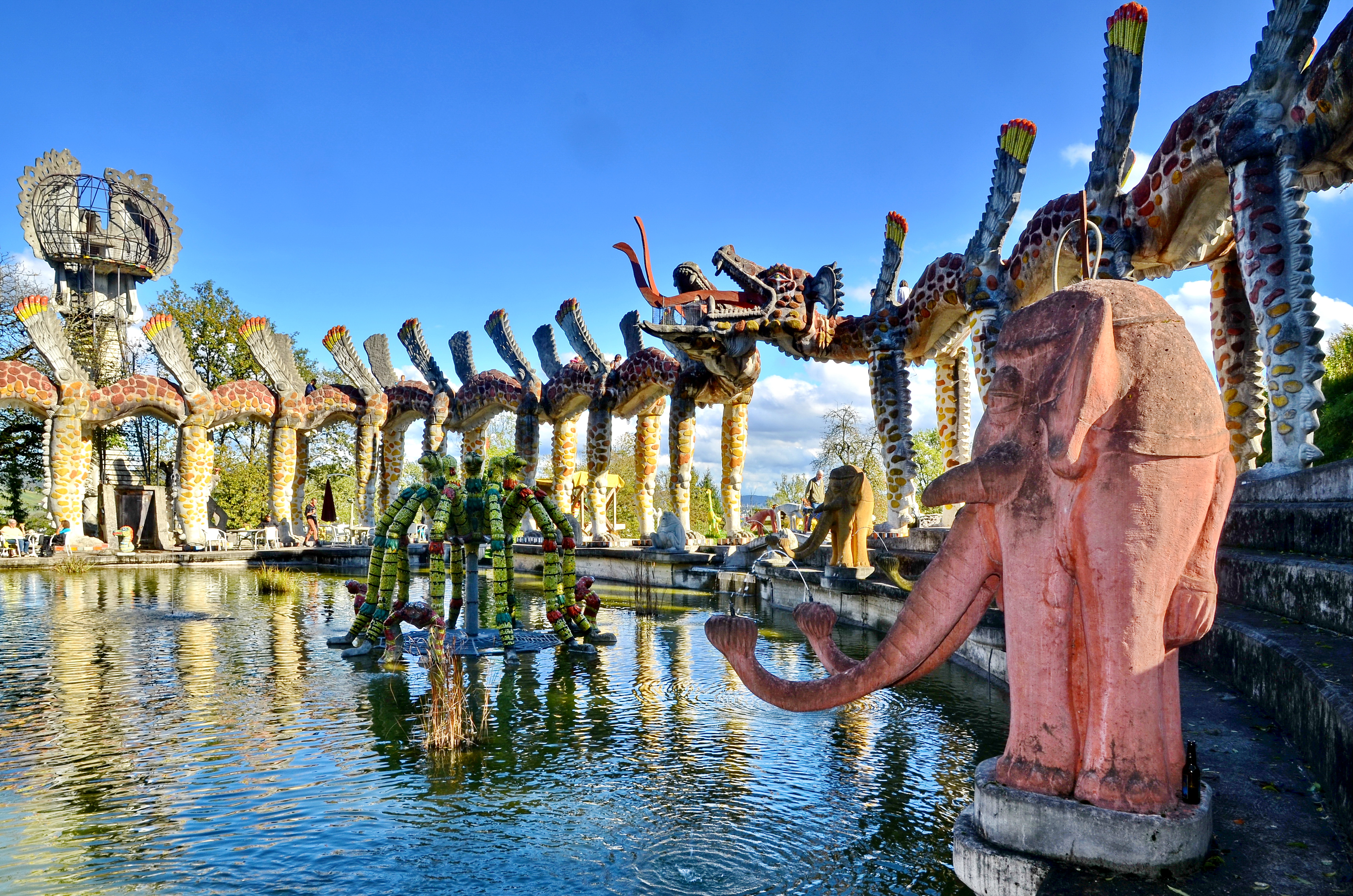
Bruno Weber park
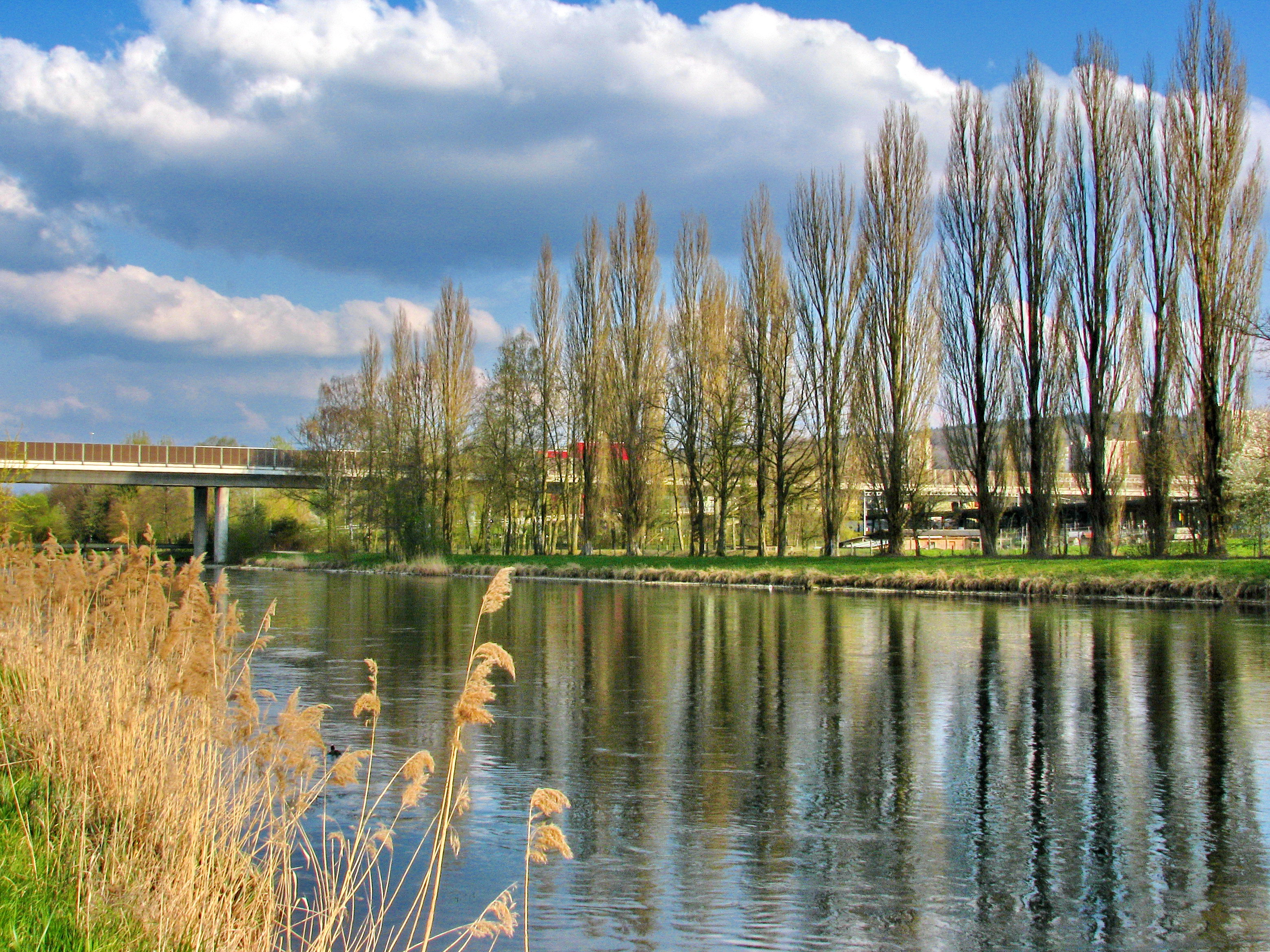
Túraútvonal Glanzenberg vasútállomásnál